# Rocca Albornoziana (Spoleto)
La Rocca Albornoziana è una fortezza situata sulla sommità del colle Sant'Elia che sovrasta la città di Spoleto. Si tratta del principale baluardo del sistema di fortificazioni fatto edificare da papa Innocenzo VI, per rafforzare militarmente e rendere più evidente l'autorità della Chiesa nei territori dell'Italia centrale, in vista dell'ormai imminente ritorno della sede pontificia a Roma dopo i settanta anni circa di permanenza ad Avignone.
Oggi è sede del Museo nazionale del Ducato di Spoleto di proprietà del Ministero della cultura.

## Storia

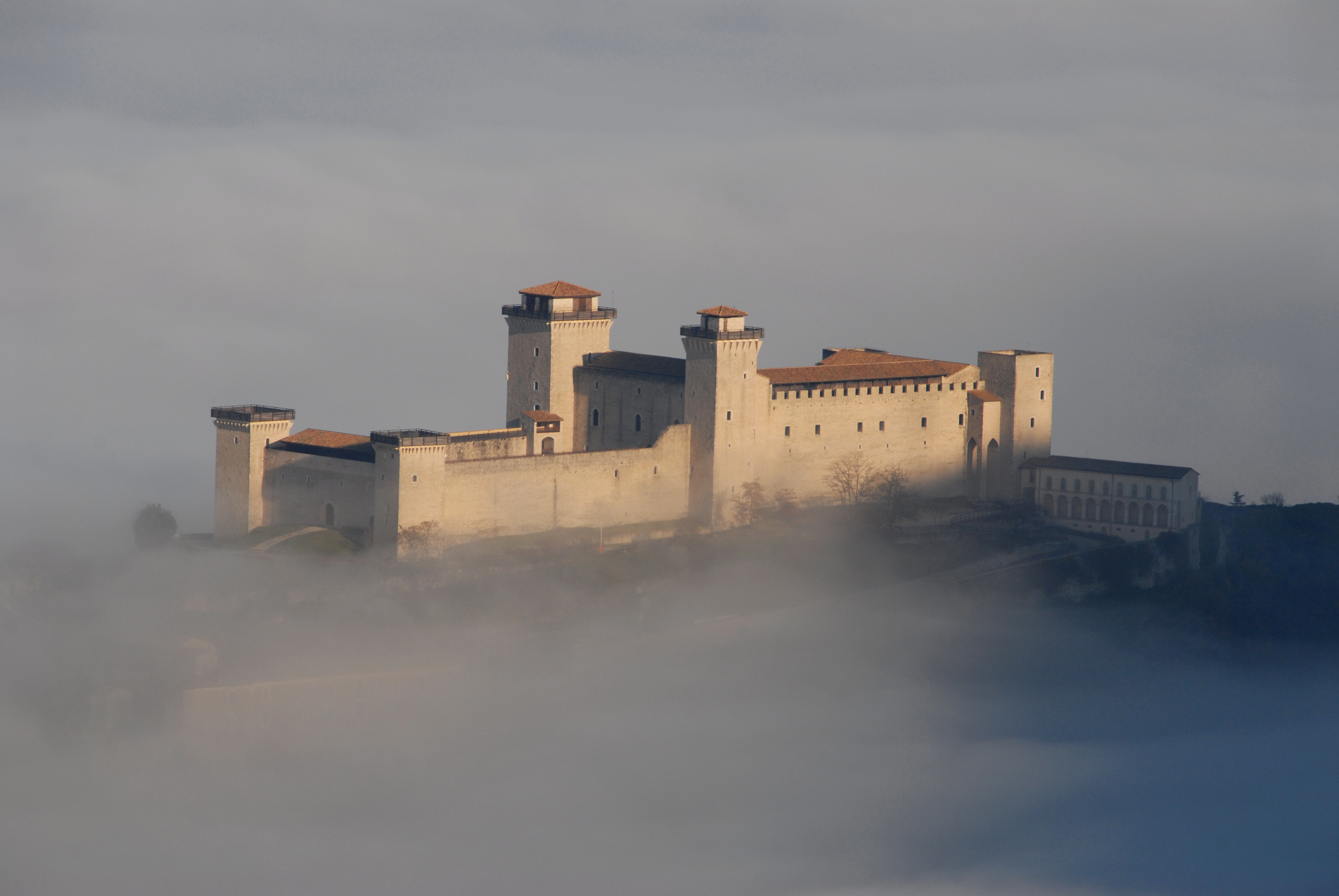
Veduta della fortezza sulla nebbia

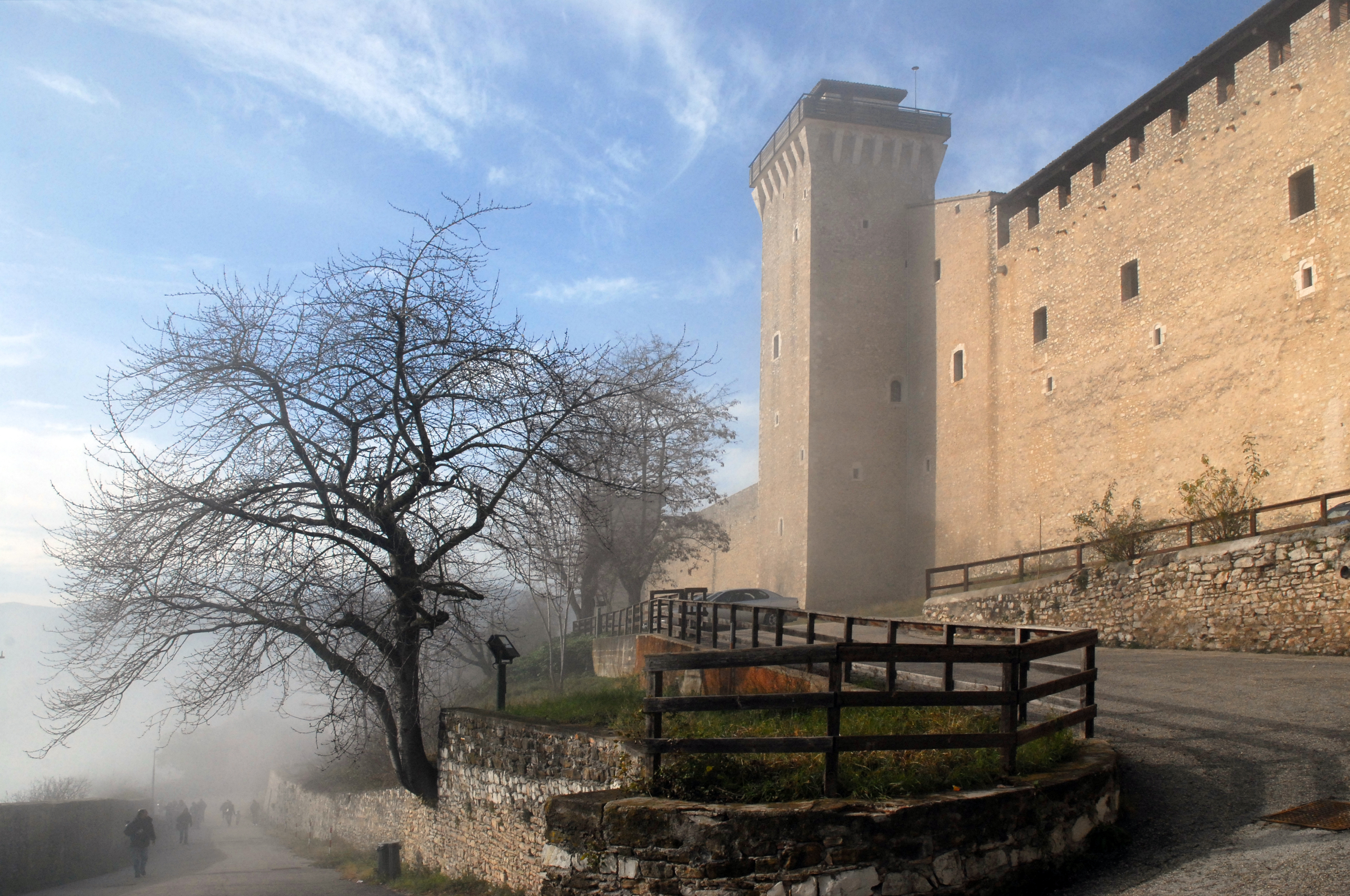
Rocca Albornoziana (esterno)

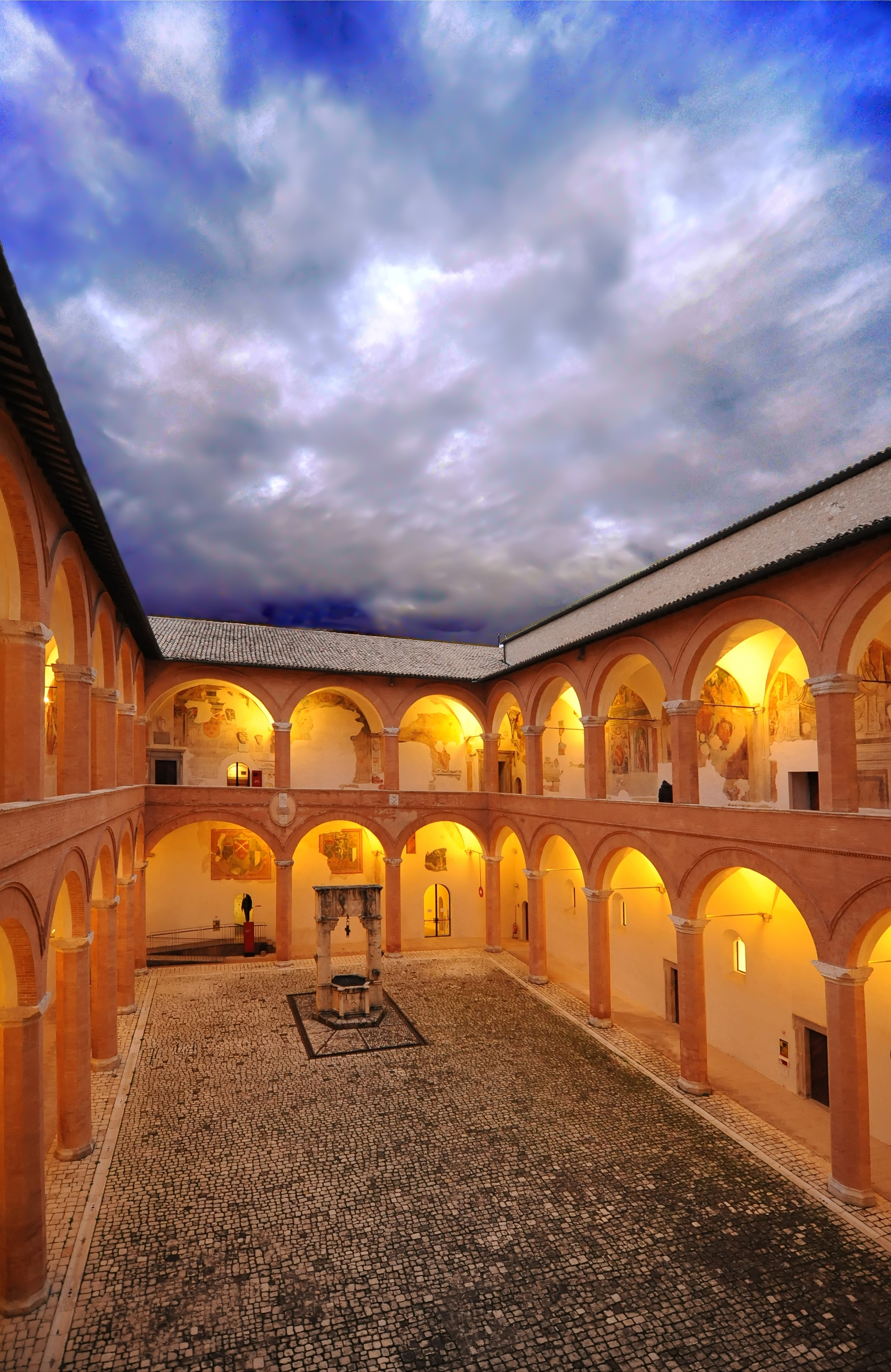
Cortile d'onore

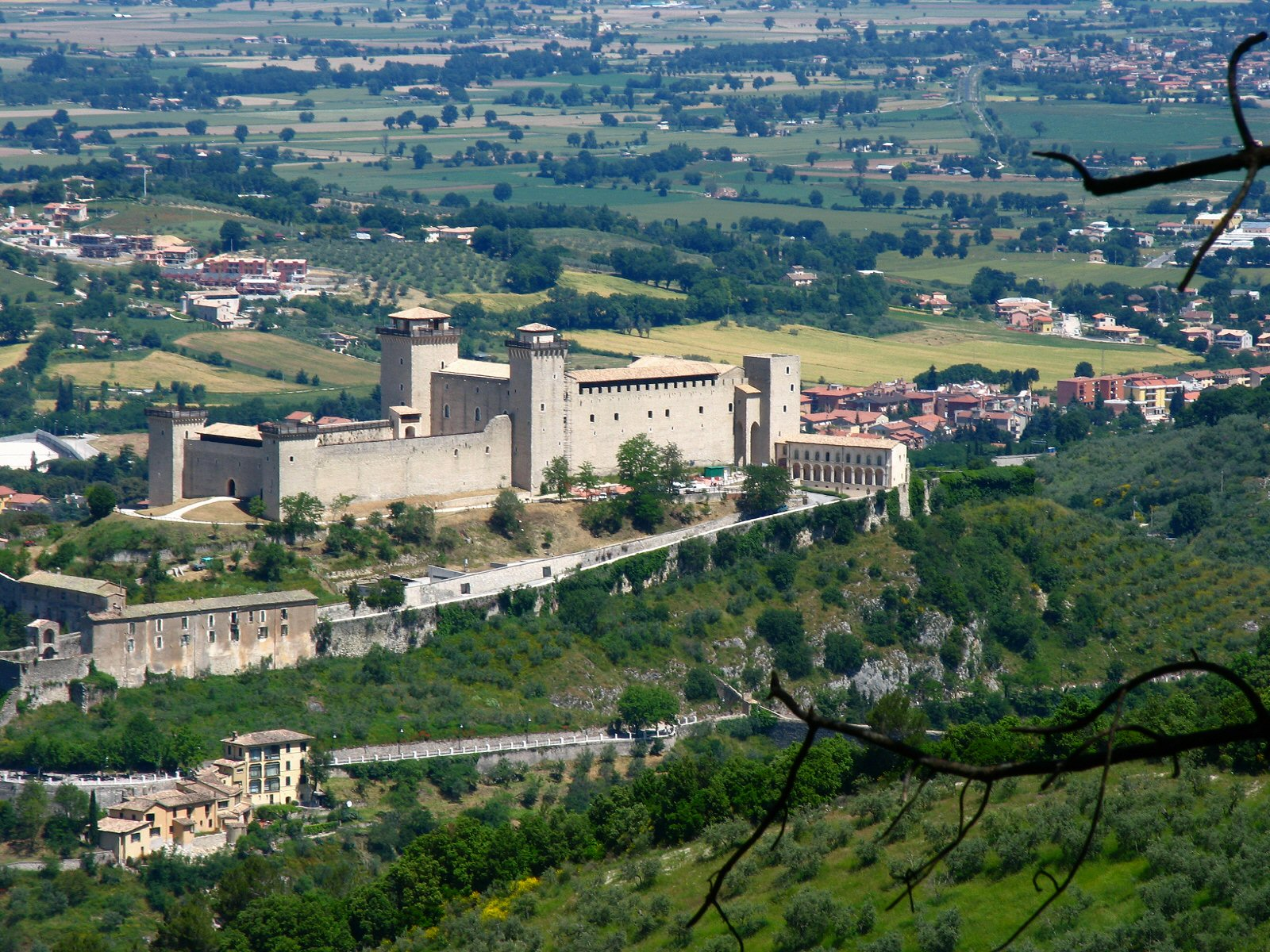
Ingresso del castello con la torre

I lavori di costruzione si svolsero fra il 1363 e il 1367, e furono presieduti dal cardinale spagnolo Egidio Albornoz, sotto la direzione dell'architetto eugubino Matteo Gattaponi.
Quest'ultimo progettò sapientemente un edificio che potesse essere nel contempo solida e imponente fortezza, ma anche elegante e confortevole residenza, che fu a tale scopo utilizzata da molti ospiti illustri.
La struttura del perimetro rettangolare, infatti, con quattro torri angolari, si articola in due spazi separati da un corpo mediano collegato ad altre due torri: il Cortile delle armi, che occupa l'area destinata alle truppe, e il Cortile d'Onore circondato da edifici destinati ai governatori della città, ma in cui soggiornarono anche molti pontefici, tra i quali Bonifacio IX nel 1392 e Niccolò V nel 1449 durante la peste di Roma, nonché in diverse occasioni anche Lucrezia Borgia. Quest'area, che accoglieva anche gli uffici amministrativi, è circondata da un doppio loggiato costruito, secondo il Vasari, su progetto di Bernardo Rossellino, chiamato a Spoleto da papa Niccolò V. Al centro del cortile è situato un pozzo esagonale che sormonta una grande cisterna utilizzata per la raccolta dell'acqua piovana.
I due cortili sono collegati tra loro mediante un fornice affrescato tra il 1572 e il 1575 sulla cui volta è dipinto lo stemma di papa Gregorio XIII; ai lati sono poste le raffigurazioni di sei città dello Stato pontificio: Porto d'Anzio, Perugia, Orvieto, Ripatransone, Spoleto e un'ultima città non ancora identificata.
Mediante lo scalone d'onore si sale al piano nobile; da qui una porta in pietra cinquecentesca dà accesso all'ambiente più vasto della Rocca: il Salone d'Onore. Questo ambiente, che ospitava banchetti e grandi cerimonie, non fu mai portato a termine nella copertura a volte e nella decorazione pittorica. Dal salone si accede alla camera pinta, la stanza situata all'interno della torre maestra, dove alloggiava il castellano. Lungo le pareti si trovano due cicli pittorici datati tra l'ultimo decennio del Trecento e i primi decenni del secolo successivo.
Dopo il Cinquecento la Rocca ha iniziato a perdere d'importanza tanto che, dal 1764, i governatori preferirono risiedere dentro le mura cittadine. Dal 1817 la fortezza fu adibita a carcere fino al 1982.
Dopo anni di impegnativi restauri, nel 2007 è stata adibita come sede permanente del Museo nazionale del Ducato di Spoleto.
All'interno della Rocca sono situati anche il Laboratorio di diagnostica applicata ai Beni culturali e la Scuola europea di conservazione e restauro del libro antico.